# Katiuscia
Katiuscia Fernandes Soares, mais conhecida como Kati (Santos, 8 de agosto de 1994) é uma futebolista brasileira, que atua como lateral-direita.
Katiuscia foi titular na campanha que levou o Corinthians ao título do Campeonato Brasileiro de Futebol Feminino de 2018.

## Carreira em clubes

### Base no São Vicente
Natural da cidade de Santos e crescida em São Vicente onde morou até os 21 anos, Katiuscia deu seus primeiros passos no futebol nas categorias de base da equipe do São Vicente.

### XV de Piracicaba
Katiuscia começou a carreira profissionalmente já em idade avançada, conforme se recordou em entrevista ao perfil do Corinthians na rede social Facebook: "Eu comecei um pouquinho tarde, com 18 anos, fazendo uma peneira no XV de Piracicaba e acabei passando". No clube do interior paulista, a jogadora ficou até 2013.

### Botucatu
No começo de 2014, teve uma breve passagem pelo Botucatu clube da cidade homônimo do também do interior paulista.

### Rio Preto
Logo depois, ainda em 2014, chegou à equipe do Rio Preto, mais um clube do interior da cidade de São José do Rio Preto.

### Santos
Após a passagem pelo Rio Preto, Katiuscia chamou a atenção do Santos, que a contratou no princípio de 2015. A jogadora estreou pelo time profissional do clube santista em 23 de setembro de 2015, ao entrar durante o segundo tempo da goleada por 4 a 0 das Sereias da Vila aplicada no Iranduba, valida pelo Campeonato Brasileiro.
Em 2016, ela atuou em duas partidas, ambas pela primeira fase da Copa do Brasil, contra o Mixto, do Mato Grosso. Na goleada por 10 a 0, no jogo de ida, Katiuscia foi titular durante os 90 minutos; na volta, em nova goleada (desta vez, por 11 a 0), ela foi substituída no intervalo.
Em 2017, enfim, Katiuscia se tornou titular da lateral direita no Santos, atuando em 17 jogos da campanha que levou o clube do litoral paulista ao título do Campeonato Brasileiro de 2017. 
No Campeonato Paulista de 2017, a jogadora eleita a melhor lateral-direita do torneio.

### Corinthians
O bom desempenho fez com que Katiuscia fosse contratada pelo Corinthians no segundo dia de 2018. Segundo entrevista, ela veio ao clube a pedido do técnico da equipe feminina, Arthur Elias.
Pelo Campeonato Paulista de 2018, no qual o Corinthians foi vice-campeão, Katiuscia fez 19 partidas, marcando um gol, contra o Taubaté. Já no Campeonato Brasileiro de 2018, também como titular, Katiuscia fez parte da campanha que levou o time corintiano ao título - também marcando um gol, na primeira fase, na goleada por 8 a 0 sobre o Pinheirense, na fase de grupos.
Ainda no final de 2018, o Corinthians anunciou a renovação de contrato com Katiuscia e em junho de 2019, o clube concedeu uma bolsa de estudos à jogadora, que decidiu cursar Processos Gerenciais.

### Seleção Brasileira
Em 1ᵒ de setembro de 2023, em sua primeira lista, Arthur Elias, ex-técnico do Corinthians e o novo técnico da Seleção Brasileira, convocou Katiuscia para a data FIFA. Porém no período o Brasil não teve amistosos agendados, por isso equipe fez apenas treinos e a atleta não efetuou sua estreia.

## Títulos

### Santos
- Campeonato Brasileiro: 2017

### Corinthians
- Campeonato Brasileiro: 2018, 2020, 2021, 2022, 2023
- Copa Libertadores: 2019, 2021, 2023
- Campeonato Paulista: 2019, 2020, 2021, 2023
- Supercopa do Brasil: 2022, 2023

### Títulos individuais
- Melhor lateral-direta do Campeonato Paulista de Futebol Feminino: 2017
- Bola de Prata - Melhor lateral: 2023, 2024